# طيريات الرقبة

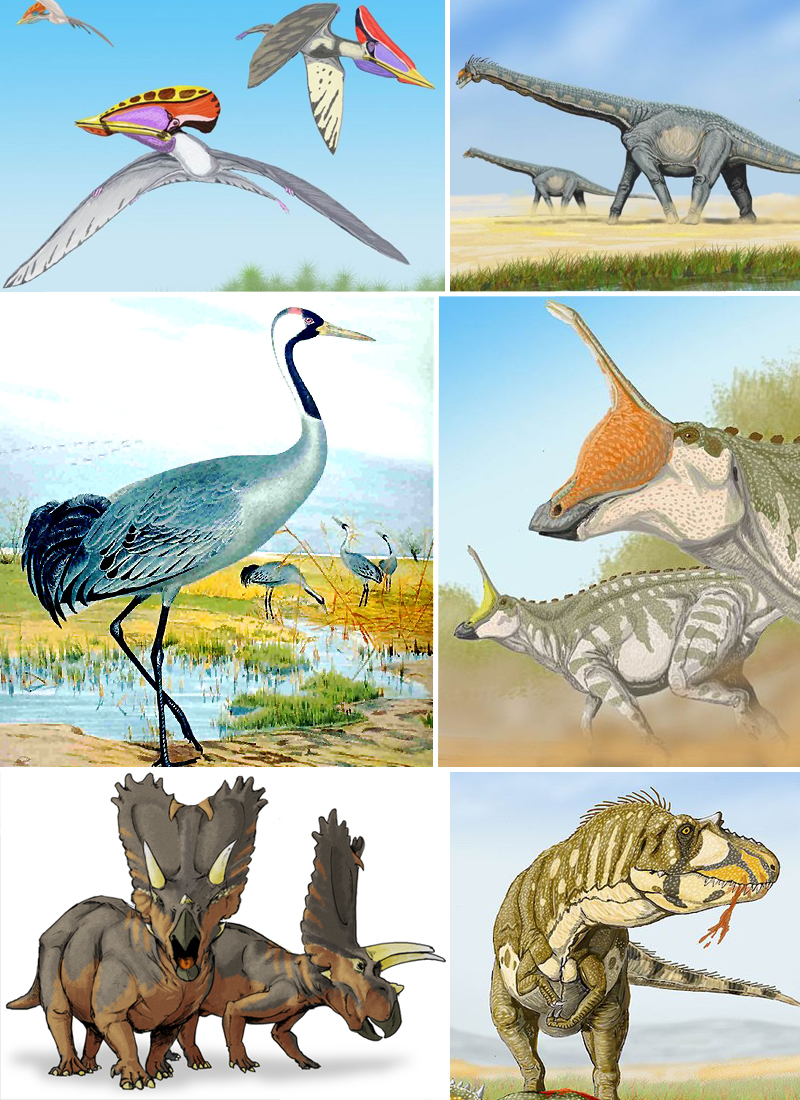
عدة أجناس من "طيريات الرقبة"، ويلاحظ أن الديناصورات والطيور تنتمي إليها.

طيريات الرقبة (الاسم العلمي: Ornithodira) هي فرع حيوي ضمن مَجموعة الأركوصورات تتبع فوق رتبة العظائيات من طائفة شبيهات الزواحف.
ابتكر الإحاثي «جاكويس غووثير» عام 1986 اسم هذا الفرع، وذلك لكيْ يَضع به آخر سلف موحد للديناصورات والبتروصورات وجميع سليليهم. وفي عام 1991 أعطى «باول سيرينو» أول تعريف رسمي لهذا الفرع، وقد ضمن معه بشكل وَاضح فصيلة السكليروموكليسات، مما جَعلَ مجموعة طيريات الرقبة أكبر فعلياً من تصور «غووْثير» لها.
توصل مايكل بنتون عام 1999 إلى أن السكليروموكلسيات كانت بالفعل لا تنتمي إلى طيريات الرقبة حسب تصور «غووثير». وفي ذلك العام نفسه ابتكر «مايكل» فرعاً حيوياً جديداً ضمن مجموعة الأركوصورات باسم أفيميتاتارساليا تضمن جميع الأركوصورات التي صنفها غووثير التي كانت أقرب تشريحياً إلى الديناصورات من التماسيح. ثم في عام 2004 أعطى مايكل تعريفاً رسمياً آخر لطيريات الرقبة. لكن في عام 2005 عبر باول سيرينو عن اعتراضه على وُجود هذا الفرع باعتبار أنه - هو والأفيميتاتارساليا أيضاً - فرعان غير مُفيدين علمياً أو تصنيفياً.
تتميز الأنواع المُصنفة ضمن فرع طيريات الرقبة بمشيتها المُنتصبة ورقبته المُنحنية على شكل حرف "S" إنكليزي، ومن هنا جاء الاسم العلمي «طيريات الرقبة» أو «الأورنيثوديرا» Ornithodira الذي يَعني «رقاب الطيور». تقسم هذه المَجموعة إلى فرعين ثانويين هما ديناصوريات الشكل وبتروصوريات الشكل.

## التصنيف
- أشباه الديناصورات
  - ديناصوريات الشكل
    - تمساح مارا

يَحوي فرع ديناصوريات الشكل أنواعاً قديمة مثل اللاغربتون والماراسوكس بالإضافة إلى أنواع مُتطورة مثل الديناصورات، والتي يَعتقد مُعظم العلماء الحديثين أنها أسلاف الطيور، وفي هذه الحالة فمَجموعة طيريات الرقبة لا تزال حية على الأرض.
يَحتوي فرع بتروصوريات الشكل البتروصورات، وهي الزواحف العملاقة الشهيرة (التي كثيراً ما يُقال عنها خطأ «الديناصورات الطائرة»)، وحسب المعلومات الحالية فهيَ تعد أولى الفقاريات التي استطاعت الطيران طيراناً حقيقياً. لكن بالرغم من انتماء هذه الحيوانات إلى طيريات الرقبة فيَعتقد مُعظم الباحثين اليوم أن البتروصورات لم تكن تملك الرقاب المُنحنية على شكل حرف "S" ولا المشية المُنتصبة المَنسوبين إلى هذه المَجموعة، والسبب وَرَاء ذلك هو أن مجموعة طيريات الرقبة مُعرفة علمياً بناءً على شجرتها التطورية، ولا علاقة لذلك بتشريحها أو هيئتها (والذين من المُتحتمل دائماً أن يُظهرا تغيراً عند السليلين المُستقبليين).

## اقرأ أيضًا
- فيلوسيرابتور
- أنكيلوصوريات
- سيراتوصوريات
- أركيوبتركس
- صوروبودا
- تربوصور
- تريسراتبس
- كيراتوبسيا
- صوروبسيدا
- تيرانوصور
- جيجانتوصور
- سبينوصور الديناصور المصري
- ديناصور ذو ريش
- ديناصور يي
- ديناصور بتيروداكتيلوس
- ليبيدوصوريات